# Земо-Осиаури
Земо-Осиаури (груз. ზემო ოსიაური) — село в Грузии. Находится в Хашурском муниципалитете края Шида-Картли. Высота над уровнем моря составляет 680 метров. Население — 1059 человек (2014).